# Les oceànides
Les oceànides (títol en finlandès: Aallottaret, que significa «nimfes de les ones» o «esperits de les ones»; títol de l'obra original Rondeau der Wellen), op. 73, és un poema simfònic en re major d'un únic moviment per a orquestra escrit entre 1913 i 1914 pel compositor finlandès Jean Sibelius. La peça, que fa referència a les oceànides de la mitologia grega que habitaven la mar Mediterrània, es va estrenar el 4 de juny de 1914 en el Festival de Música de Norfolk, a Connecticut, sota la direcció del mateix compositor. Elogiat en la seva estrena com «la millor evocació del mar … mai … produïda en la música», consta de dos temes, que es diu que representen l'activitat lúdica de les nimfes i la majestuositat de l'oceà, respectivament. Sibelius va desenvolupar gradualment aquest material en tres etapes informals: primer, un oceà plàcid; segon, una tempesta que s'acosta; i tercer, un clímax eixordador d'ones que trenquen. A mesura que amaina la tempestat, sona un acord final que simbolitza el gran poder i l'extensió il·limitada del mar.
Estilísticament, molts crítics han descrit l'obra com un exemple d'impressionisme o almenys derivat d'aquest moviment artístic. Altres han exposat que el desenvolupament actiu de Sibelius dels dos temes, el seu ús moderat de les escales influenciades pels impressionistes i la seva priorització de l'acció i l'estructura sobre el fons atmosfèric efímer distingeixen la peça d'altres exemples per excel·lència, com La mer de Claude Debussy.
A part del poema simfònic en re major definitiu, sobreviuen dues versions intermèdies de les oceànides: la primera, una suite orquestral de tres moviments, en mi♭major, del 1913 (el primer moviment es va perdre); i la segona, la versió del poema simfònic d'un únic moviment inicial Yale, en re♭major, que Sibelius va enviar als Estats Units abans del seu viatge, encara que revisada abans del festival de música. Les oceànides es troba, al costat d'En saga, la Suite Lemminkäinen, el Concert per a violí i la Cinquena Simfonia, com una de les obres més renovadores de Sibelius. La suite i la versió Yale, que mai es van interpretar en vida del compositor, van tenir les seves estrenes mundials a càrrec de Osmo Vänskä i l'Orquestra Simfònica de Lahti el 10 de setembre i el 24 d'octubre de 2002, respectivament. Una actuació típica de la versió final dura uns 10 minuts, uns 3 minuts més que la seva predecessora Yale.

## Història

### Composició

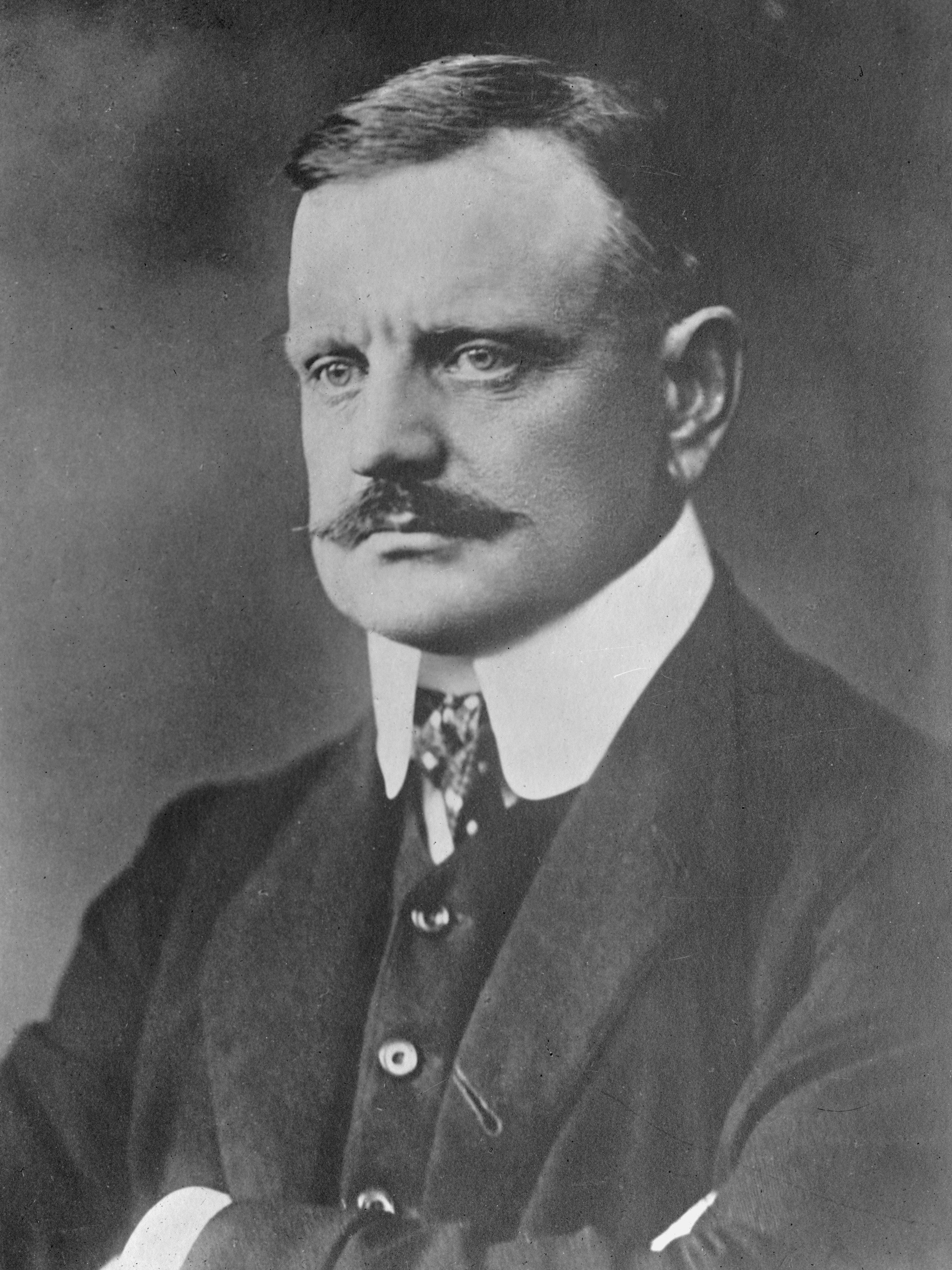
Sibelius el 1913, quan va començar a compondre Les oceànides

L'agost de 1913, Sibelius va rebre un missatge del compositor nord-americà i professor de la Universitat Yale Horatio Parker⁣: un mecenes de les arts de Nova Anglaterra, Carl Stoeckel (1858–1925), i la seva dona, Ellen Stoeckel, de soltera Battell (1851–1939), havien autoritzat 1.000 dòlars per a l'encàrrec d'un nou poema simfònic de Sibelius, segons la recomanació de Parker. La peça, que no havia de superar els quinze minuts de durada, s'havia de tocar al Festival de Música de Norfolk de 1914 a Connecticut, que els Stoeckel van acollir (i finançar) anualment a la seva finca en una sala d'espectacles de fusta anomenada "The Music Shed". Malgrat les seves contínues lluites amb un altre encàrrec, música incidental a la tràgica pantomima de ballet de Poul Knudsen Scaramouche, Sibelius va acceptar l'oferta de Stoeckel, escrivint al seu diari, "Un poema simfònic, llest per l'abril".

#### Versions inicial i intermèdia
A principis de setembre, va arribar una altra carta de Parker dient que Stockel volia proporcionar la tarifa del copista per escriure les parts orquestrals de Finlàndia. Quan el 1913 s'acostava al final, Sibelius no havia avançat gaire en la comissió americana, després d'haver dedicat tota la tardor a altres peces i revisions. Va seguir un viatge a Berlín el gener de 1914, i el diari i la correspondència de Sibelius indiquen que la comissió Stoeckel estava al capdavant de la seva ment; un pla inicial per ambientar el poema de Rydberg Fantasos and Sulamit va ser descartat posteriorment. La seva estada a Berlín no va ser productiva, i a mitjans de febrer va tornar a Hèlsinki ("Inquiet per la cosa d'Amèrica [comissió de Norfolk]. Presumiblement, he d'anar a casa a la meva habitació per poder concentrar-me").
Actualment, sobreviuen tres versions de l'obra. Inicialment, el 1913, Sibelius va concebre l'encàrrec com una suite de tres moviments per a orquestra en mi ♭ major, de la qual només han sobreviscut el núm. 2 (Tempo moderat) i el núm. 3 (Allegro). En algun moment del 1913-1914, Sibelius va decidir reelaborar el material temàtic de l'Allegro en un poema simfònic d'un sol moviment; el contingut musical del Tempo moderato trobaria el seu camí a la peça per a piano Till trånaden (A l'enyorança), JS 202. En fer la transició de la suite al poema simfònic, Sibelius va transposar el material de mi ♭ a re ♭ major⁣; a més, també va introduir noves idees musicals, com ara el motiu ondulat a les cordes i els vents fusta, i va ampliar l'orquestració.

#### Versió final

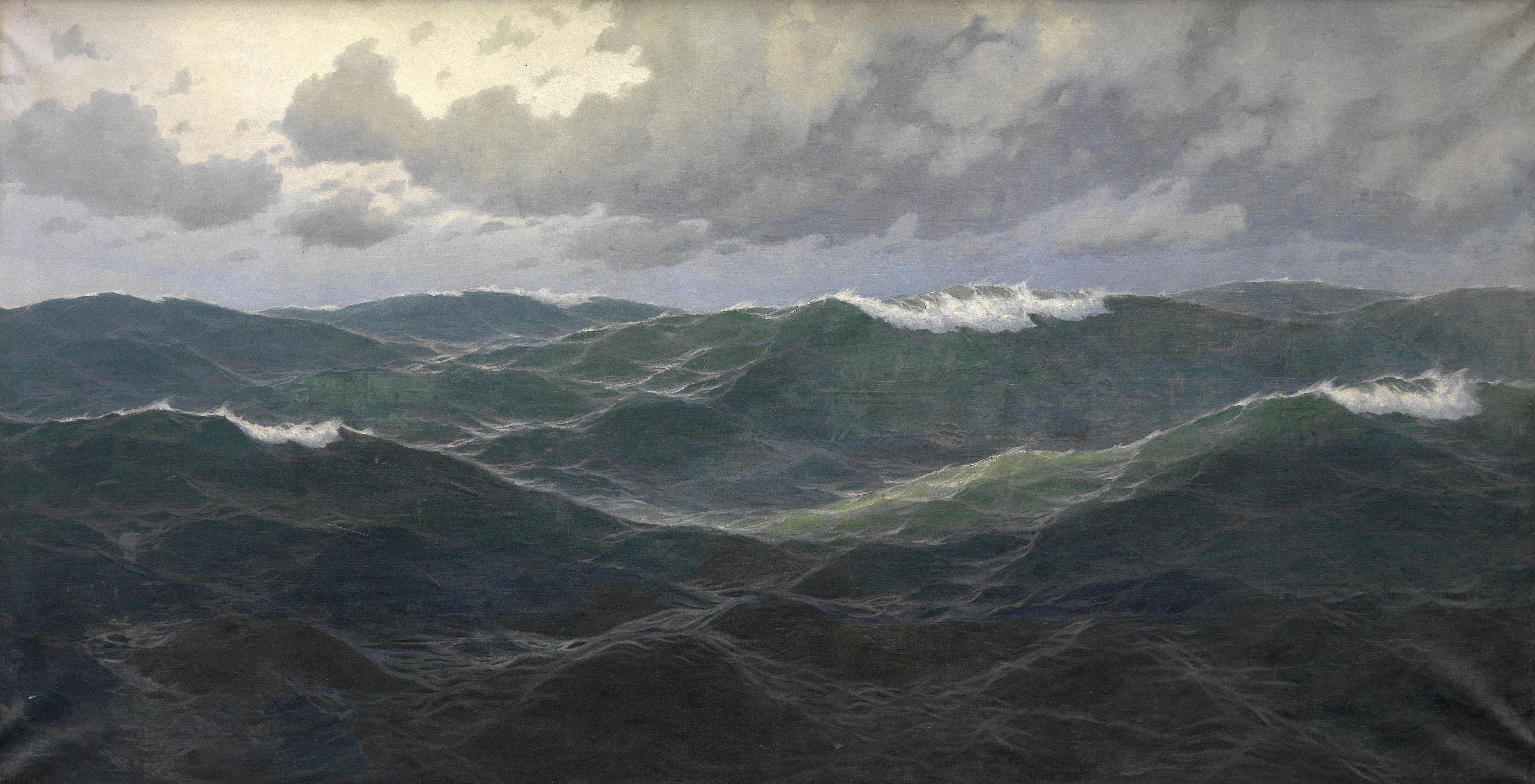
Großes Marinestück de Max Jensen (c. 1880), que representa un mar tempestuós que recorda el que Sibelius crea musicalment a Les oceànides

L'abril de 1914, Sibelius va enviar per correu la partitura i les parts als Estats Units, anomenant la peça Rondeau der Wellen (aquesta versió intermèdia del poema simfònic es coneix comunament com la versió "Yale"). [n 3] Els dies 12 i 20 d'abril de 1914, Parker va escriure en nom de Stoeckel, ampliant l'acord inicial: el mecenes nord-americà de Sibelius ara desitjava que viatgés i dirigís un programa de la seva música al festival de Norfolk; com a compensació, Sibelius rebria 1.200 dòlars, així com un doctorat honoris causa en música de la Universitat Yale. Tot i que ja havia enviat el manuscrit a Norfolk, Sibelius no estava satisfet amb la partitura i de seguida va començar a revisar-la, optant finalment per una revisió completa ("No és propi de mi reelaborar el poema simfònic, en aquest moment estic en ratxa."). Tot i que Sibelius era propens a revisar les seves composicions, aquest esforç es feia normalment quan es preparava una peça per a la seva publicació o després d'haver-la escoltat per primera vegada en concert. Pel que fa a la versió de Yale, és possible que la invitació per assistir al festival de música en persona va impulsar Sibelius a "revalorar" el poema simfònic amb un ull més crític.

Les diferències entre la primera i la darrera versió del poema simfònic són substancials; Sibelius no només va tornar a transposar la peça, en re major, sinó que també va afegir el clímax de l'onada. Malgrat aquests canvis, l'orquestració és més o menys la mateixa, amb l'afegit d'una trompeta. A mesura que s'acostava el viatge a Amèrica, Sibelius va córrer per completar les revisions a temps. Aino Sibelius, la dona del compositor, explica les escenes a ⁣Ainola⁣:
S'acosta el viatge a Amèrica. Rondeau der Wellen encara no està completa. Una pressa terrible... la partitura és només mig preparada. El copista, el senyor Kauppi, s'allotja amb nosaltres i escriu nit i dia... És només gràcies a l'energia de Janne [Sibelius] que estem avançant... Vam encendre un llum al menjador, un canelobre al saló, va ser un moment festiu. No em vaig atrevir a dir ni una paraula. Acabo de comprovar que l'entorn estava en ordre. Després em vaig anar al llit i Janne es va quedar aixecat. Durant tota la nit vaig poder escoltar els seus passos, alternant-se amb música tocada en silenci.
Sibelius va continuar fent canvis en la versió final del poema simfònic mentre navegava per l'oceà Atlàntic a bord del vaixell de vapor SS Kaiser Wilhelm II i fins i tot durant els assajos a Norfolk, però aquests canvis d'última hora, segons Andrew Barnett, deuen haver estat relativament "menors", ja que les parts orquestrals havien estat copiades abans de la seva sortida de Finlàndia. Sibelius estava encantat amb la nova peça i va escriure a Aino: "És com si m'hagués trobat a mi mateix. La Quarta Simfonia va ser el començament. Però en aquesta peça hi ha molt més. Hi ha passatges que em tornen boig. Quina poesia". Ni la suite ni la versió de Yale del poema simfònic es van interpretar en vida de Sibelius, que van rebre les seves estrenes mundials per Osmo Vänskä i l'⁣Orquestra Simfònica de Lahti el 19 de setembre i el 24 d'octubre de 2002, respectivament.

#### Posar nom a la peça
Sibelius sembla haver vacil·lat sobre un nom per al poema simfònic. El 3 d'abril de 1914 havia deixat caure Rondeau der Wellen a favor d'Aallottaret. [n 4] El 29 d'abril va escriure a Parker a favor del títol original ("Herr Doctor, ara m'ha de perdonar per interpretar el poema simfònic de nou en la seva versió final amb el títol original Rondeauder Wellen. La versió Aallottaret que us he enviat es pot quedar amb el senyor Stoeckel".). Aquesta posició també va resultar fugaç. A finals de maig, Sibelius s'havia decidit per Aallottaret, i el poema simfònic va aparèixer sota aquest títol, encara que mal escrit, al programa del dia 4 de juny del Festival de Norfolk: "Aalottaret [sic] — Poema simfònic (Nimfes de l'oceà)". En preparació per a la publicació del poema simfònic de Breitkopf & Härtel el juny de 1915, Sibelius va incloure juntament amb el títol finlandès, Aallottaret, una traducció alemanya "explicativa", Die Okeaniden (en català: Les oceànides). La peça es va publicar com a op. 73 i dedicat al senyor i la senyora Stoeckel.

### Representacions

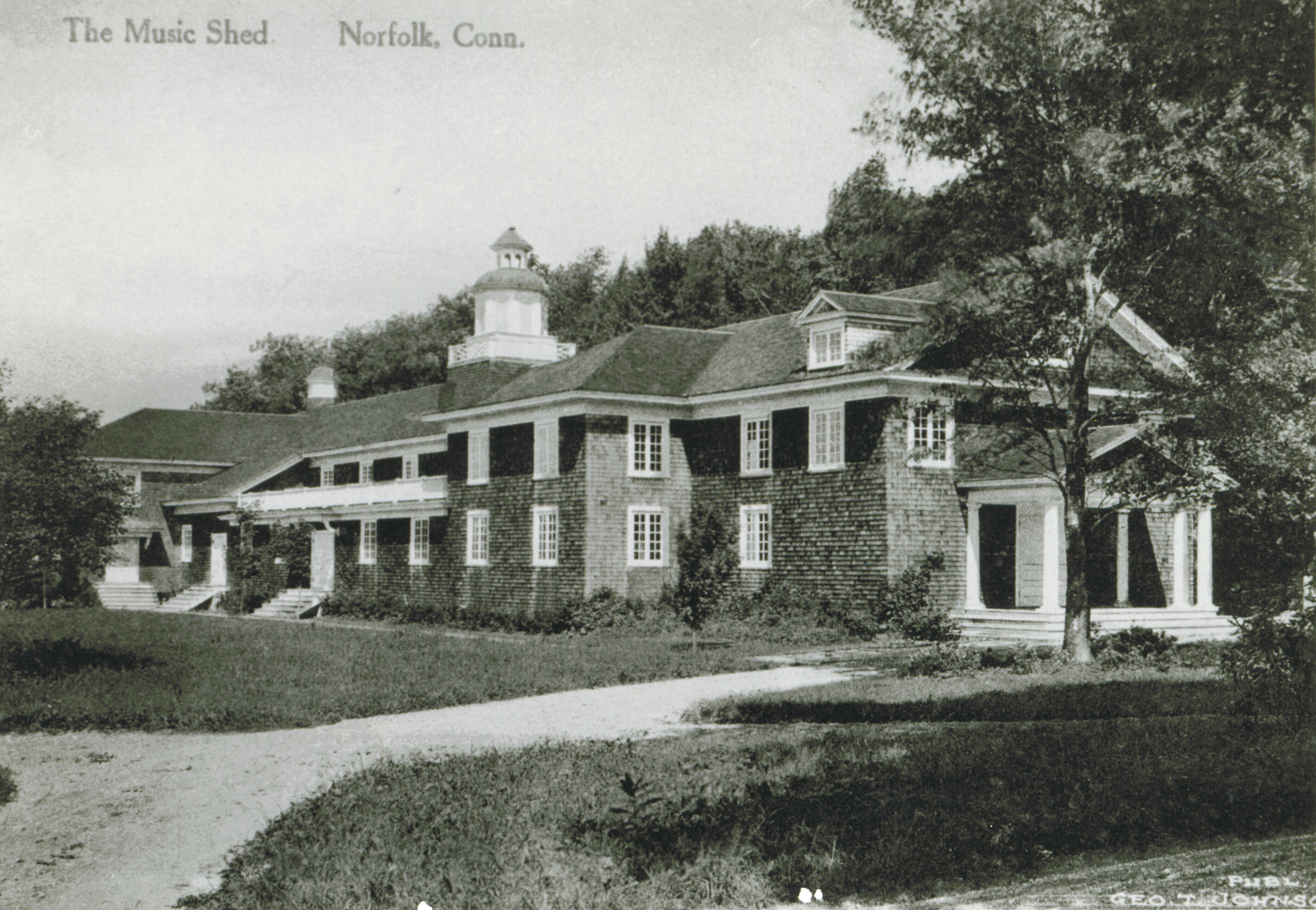
Postal de The Music Shed (cap a la dècada de 1920), el lloc on Sibelius va estrenar Les oceànides el 1914

#### Estrena americana
El poema simfònic es va estrenar el 4 de juny de 1914 a la sala de concerts "The Shed" del Festival de Música de Norfolk, amb el mateix Sibelius dirigint en un podi decorat amb els colors nacionals americans i finlandesos. L'orquestra, que Sibelius va elogiar com a "meravellosa ... supera tot el que tenim a Europa", format per músics extrets de tres de les millors societats musicals d'Amèrica: la Filharmònica de Nova York, la Metropolitan Opera Orchestra i la Boston Symphony Orchestra. Les oceànides no s'assemblava en res amb el que els músics havien trobat anteriorment. "Crec que no ho van entendre tot al principi pel que em van dir", va recordar Stoeckel. "L'endemà al matí, després d'haver-lo repassat tres vegades, en van quedar molt encantats i van remarcar que la bellesa de la música creixia amb cada assaig". El públic del festival va ser una nota igualment positiva sobre la nova peça, que va concloure un concert de música de Sibelius que incloïa La filla de Pohjola, la King Christian II Suite, El cigne de Tuonela, Finlandia i Valse triste. Stoeckel relata els esdeveniments del 4 de juny:
Tots els que van tenir la sort d'estar entre el públic van coincidir que era l'esdeveniment musical de les seves vides, i després de la interpretació de l'última peça hi va haver una ovació al compositor que mai he vist igualar enlloc, tot el públic es va aixecar i cridava amb entusiasme, i probablement l'home més tranquil de tota la sala era el mateix compositor; s'inclinava repetidament amb aquella distinció de maneres que era tan pròpia d'ell ... Tan tranquil que Sibelius havia aparegut a l'escenari, un cop acabada la seva part va pujar les escales i es va enfonsar en una cadira d'un dels vestidors i va quedar molt superat. Algunes persones van declarar que plorava. Personalment no crec que ho fes, però tenia llàgrimes als ulls mentre ens donava la mà i ens agraïa el que li plau anomenar "l'honor que li havíem fet".
En acabar la segona meitat del programa (que va incloure la Novena Simfonia de Dvořák, la rapsòdia de Coleridge-Taylor From the Prairie i l'obertura de l'òpera Die Feen de Wagner), l'orquestra va interpretar l'himne nacional finlandès, Vårt Land.[n 5][n 6]

#### Estrena europea

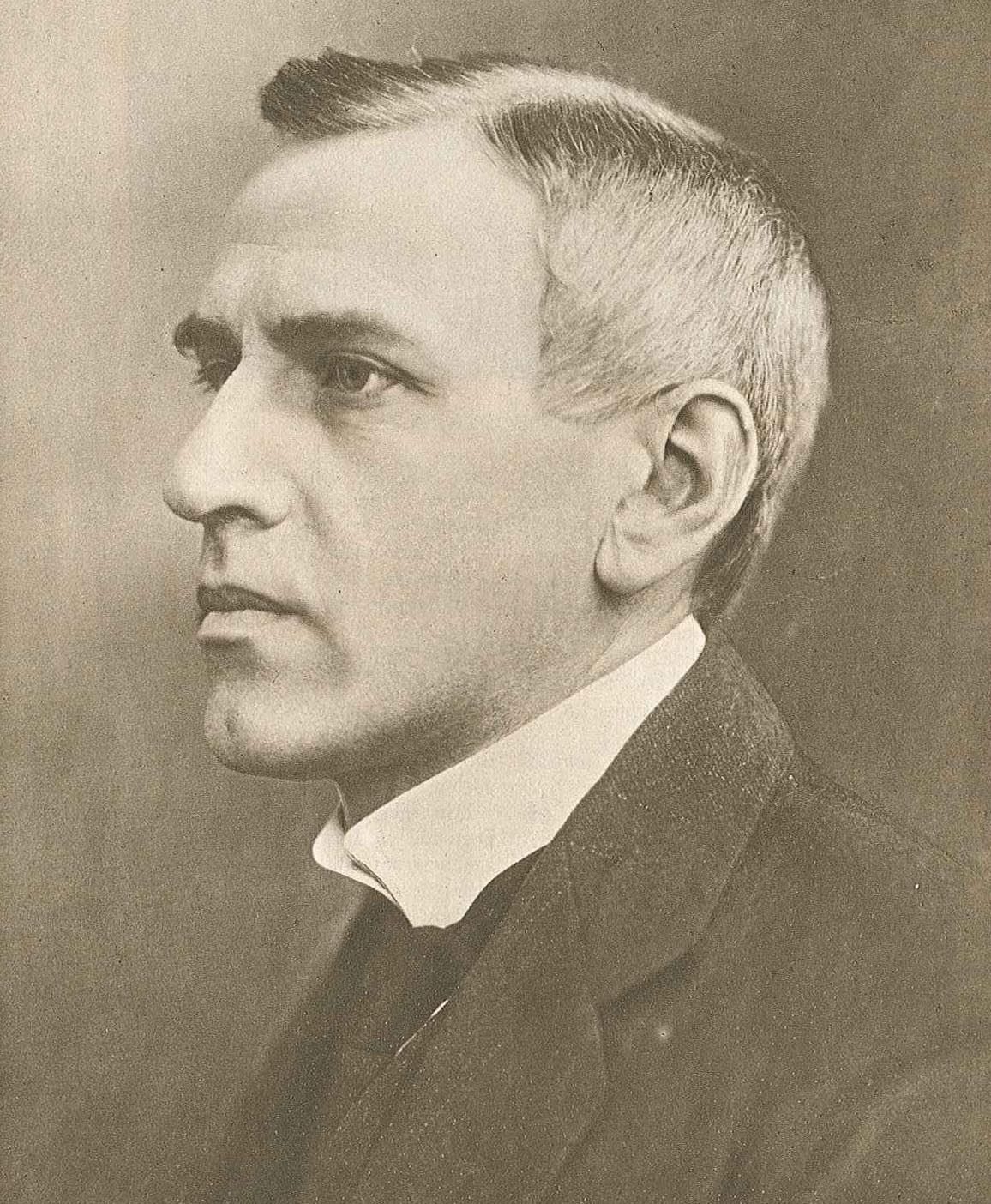
El compositor suec Wilhelm Stenhammar (c. 1916), un amic de Sibelius que va ser clau per aconseguir l'estrena europea de Les oceànides a Göteborg

Amb l'esclat de la Primera Guerra Mundial el 28 de juliol de 1914, Les oceànides es van esfondrar. Com que la política en temps de guerra era el que era, la música de Sibelius poques vegades es tocava fora dels països nòrdics i dels Estats Units: a Alemanya, hi havia poca demanda per a la música d'un "nacional enemic", [n 7] mentre que a Rússia, els finlandesos eren vists com "súbdits lleials del tsar". En qualsevol cas, moltes de les obres de Sibelius havien estat impreses per editorials alemanyes, un detall que va perjudicar la reputació de Sibelius no només a Rússia, sinó també a la Gran Bretanya i als Estats Units. Segons Tawaststjerna, la guerra va submergir Sibelius en un estat de malenconia i lluita creativa (les simfonies Cinquena i Sisena estaven en procés de gestació simultània en aquest moment). La seva resposta va ser retirar-se a una solitud propera: es va abstenir d'assistir i fer concerts i va descuidar el seu cercle d'amics, i es va imaginar "oblidat i ignorat, un far de llum solitari en una foscor hivernal cada cop més profunda".
Sibelius no va voler sortir fàcilment del seu exili. L'amic i company compositor Wilhelm Stenhammar, aleshores director artístic i director en cap de l'⁣Orquestra Simfònica de Göteborg, va escriure a Sibelius repetidament per persuadir-lo de dirigir un concert de les seves obres a Göteborg. Creient-se obligat a estrenar una "obra important" a Suècia per aquesta ocasió, com ara una simfonia, Sibelius, per disgust de Stenhammar, va anar retardant cada viatge que s'havia programat. Va defugir dels concerts previstos per al març de 1914, escrivint a Stenhammar: "La meva consciència m'hi obliga. Però quan tingui algunes obres noves a punt per a l'any que ve, com espero, em faria una gran il·lusió interpretar-les a Göteborg". Hi va haver nous contactes per al febrer de 1915, però aquests també van ser cancel·lats per Sibelius el desembre de 1914. Al final, l'infatigable Stenhammar es va sortir amb la seva i es van programar nous concerts per al març de 1915 ("Veig una altra vegada la teva gran simpatia per la meva música. Vindré").
Els esforços de Stenhammar van ser recompensats amb l'estrena europea de Les oceànides. Per a Sibelius, va ser una oportunitat per tornar a ser un "artista de gira", alimentant-se de l'energia i les "exaltades ovacions" d'un públic (feia nou mesos dels concerts de Norfolk, que ara semblaven un record llunyà). El primer concert, el 22 de març, va comptar amb la Segona Simfonia, Scènes historiques II, i dos moviments d'El cigne blanc abans de concloure amb Les oceànides. Segons el diari de Sibelius, l'actuació va ser un "gran èxit", amb Stenhammar "captivat" sobretot pel número final. El 24 de març, el programa va conservar Les oceànides, però el va combinar amb Scènes historiques I, el Nocturn de la Suite King Christian II, un moviment de Rakastava, El retorn de Lemminkäinen i la Quarta Simfonia. Sibelius es va mostrar molt satisfet amb l'actuació de Les oceànides per part de l'orquestra, qualificant la seva actuació de "meravellosa". Continua assenyalant al seu diari que, "després del número final [Les oceànides] hi va haver un torrent eixordador d'aplaudiments, segells, crits de bravo, una gran ovació i fanfàrries de l'orquestra".

#### Altres actuacions destacades
L'estrena finlandesa de Les oceànides va tenir lloc amb motiu de la celebració del cinquantè aniversari de Sibelius el 8 de desembre de 1915 a la Gran Sala de la Universitat de Hèlsinki,amb Sibelius dirigint l'⁣Orquestra Filharmònica de Hèlsinki. El programa, que van obrir Les oceànides, va incloure també les dues Serenades per a violí i orquestra (op. 69, Richard Burgin era el solista) i, sobretot, l'estrena mundial de la Cinquena Simfonia, en aquell moment encara en quatre moviments. El programa d'aniversari va tenir una bona acollida, i Sibelius el va repetir dues vegades, una vegada al Teatre Nacional de Finlàndia el 12 de desembre i de nou a la Universitat de Hèlsinki el 18 de desembre. Les celebracions van continuar fins a l'any nou, amb Sibelius dirigint Les oceànides en un concert al Folketshus de Finlàndia el 9 de gener de 1916. El poema simfònic també va ser reprès a la primavera pel cunyat de Sibelius, Armas Järnefelt, que va dirigir l'⁣Orquestra de l'Òpera d'Estocolm. Robert Kajanus va seguir després amb una actuació de Les oceànides el febrer de 1917.

## Orquestració
Les oceànides van ser escrites per als instruments següents:
- Vent fusta⁣: flautí, 2 flautes, 2 oboès, corn anglès, 2 clarinets (en si ♭), clarinet baix (en si ♭), 2 fagots, contrafagot
- Metall: 4 trompes (en fa), 3 trompetes (en si ♭ ), 3 trombons
- Percussió⁣: 2 timbals, triangle, glockenspiel ("stahlstäbe")[28]
- Cordes: violins, violes, violoncels, contrabaix, 2 arpes

## Estructura
Les oceànides és un poema simfònic d'un sol moviment que consta de dos temes principals, A i B. Es pot dir que l'"animada" secció A (en mètrica doble), introduïda per primera vegada per les flautes al començament de la peça, representa l'activitat lúdica de les nimfes:
Audio playback is not supported in your browser. You can download the audio file.
Poc després, l'oboè i el clarinet, amb el suport de l'arpa glissandi i les cordes, introdueixen la "majestuosa" secció B (en mètrica triple), que recorda la profunditat i l'expansivitat de l'oceà i potser, almenys segons Tawaststjerna, "el mateix Déu del mar":
Audio playback is not supported in your browser. You can download the audio file.
Sibelius amplia i aprofundeix gradualment els dos temes, arribant a un clímax enorme (gairebé onomatopeic) de xoc d'ona que Daniel Grimley ha caracteritzat com un "punt de saturació textural, dinàmica i cromàtica". Afirmat formalment per Tawaststjerna, el poema simfònic segueix estructuralment de la següent manera:
- A (re major)
- B (modulant, acabant en l'àrea de re menor-fa major)
- A1 (fa major; A torna, però "els vents comencen a agafar força")
- B1 (acabat en mi ♭ major–sol ♭ major; B torna i s'"apropa la tempesta")
- C (modulant i acabant en el pedal A, que esdevé el dominant de re major; serveix com a desenvolupament utilitzant material tant de A com de B; "les oceànides estan inundades" per la tempesta i l'onatge de les ones del mar)
- A₂ (re major intermedi; s'acaba la tempesta i torna el tema de les oceànides)
- Coda (l'acord final demostra "la immutabilitat i la immensitat de les aigües oceàniques en les quals no s'aventuren les mateixes oceànides")[29]

Grimley interpreta que la peça avança a través d'"una sèrie de tres cicles generatius, semblants a les ones", potser millor descrit com un oceà plàcid (A–B), una tempesta acumulada (A1–B1) i un clímax d'onades (C–A). David Hurwitz veu l'estructura de la peça de manera semblant a Tawaststjerna, encara que com A–B–A–B–Coda (B–A), que ell anomena "forma sonata sense desenvolupament", mentre que Robert Layton considera Les oceànides "una mena de rondó lliure", a causa de la continuada reaparició del tema de la flauta inicial (A).

## Recepció

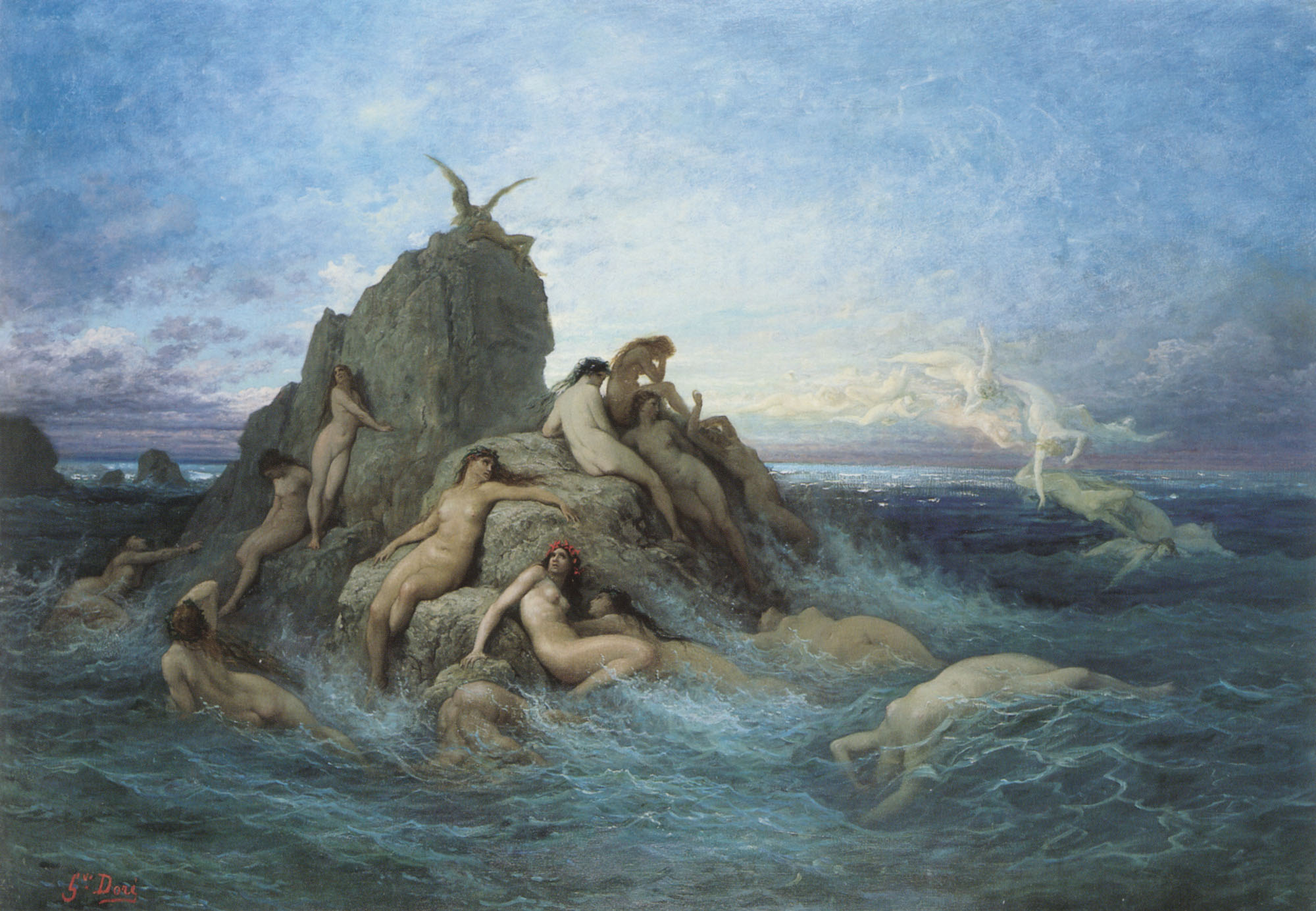
Les oceànides (Les Nàiades del mar) (c. 1860), de Gustave Doré, que representa les nimfes que habitaven les aigües de la mitologia grega.

L'opinió crítica sobre el mèrit de <i id="mwAhA">Les oceànides</i> va ser aclaparadorament positiva, i avui la peça es compta entre les obres mestres de Sibelius. Després de l'estrena de 1914, Olin Downes, el crític musical nord-americà i devot de Sibelius, va descriure la nova obra com "la millor evocació del mar que s'hagi produït mai en la música", elogiant el compositor pel seu "sentiment extraordinàriament desenvolupat per la forma, la proporció i la continuïtat". A més, Downes va valorar el concert de Sibelius a Norfolk com la tercera vegada des de 1900 que s'havia "sentit en presència d'un geni de classe mundial" (els altres dos eren Richard Strauss el 1904 i Arturo Toscanini el 1910). Una ressenya sense signar al New-York Tribune (gairebé segurament escrita pel crític Henry Krehbiel ) va trobar el nou treball "fresc i vital, ple d'imaginació i fort en el clímax". Ell continua:
Probablement els extremistes deploraran el fet que el compositor segueixi sent un respecte de la forma, encara un devot de la bellesa, encara creient en la potència de la melodia; però això és més una qüestió de felicitació que de penediment... El Sr. Sibelius és un bon constructor musical, un harmonista eloqüent i un bon colorista malgrat la seva afició pels matisos foscos.
L'influent crític suec Wilhelm Peterson-Berger, sempre una espina al costat de Sibelius i de qui el compositor una vegada s'havia burlat com "la seva senyoria", va requerir unes tres trobades amb Les oceànides abans d'escalfar el nou poema simfònic: després d'escoltar la Societat de Concerts d'Estocolm sota la batuta de Sibelius el 1923, Peterson-Berger finalment va acceptar la peça. "Les oceànides va ser totalment i completament diferent de fa tres anys sota la batuta de Schnéevoigt", va escriure. "En aquest bell poema s'escoltava realment alguna cosa del so del mar Egeu i d'⁣Homer".
El compositor (i antic alumne de Sibelius) Leevi Madetoja va elogiar encara més la partitura després de la seva revisió, escrivint a Uusi Suometar el juliol de 1914 que Sibelius, en lloc de "repetir interminablement" l'estil de les seves obres anteriors, havia tornat a mostrar la seva inclinació per "Renovar-se musicalment ... sempre endavant, lluitant per nous objectius". El crític finlandès Karl Wasenius (també conegut com a BIS), escrivint a Hufvudstadsbladet després de les actuacions de celebració d'aniversari de 1915, va escriure amb aprovació el "domini refinat" de la tècnica de Sibelius. "No es malgasta ni una nota amb efectes descarats", va continuar Wasenius. "Però encara s'aconsegueixen coses poderoses. Sibelius ens ofereix l'extensió i la magnitud de l'oceà, el seu poderós cant d'onades però sense gestos fanfarrons. És massa noble per a això". A Tidning för musik, Otto Anderssen va interpretar les últimes composicions de Sibelius (entre elles Les oceànides) com un altre indicador que es trobava entre els modernistes més avançats: "Sibelius és, crec, un home del futur ... constantment avançat al seu temps. Ara es troba a les altures on l'horitzó s'estén sobre camps que la resta de nosaltres encara no podem veure". Cecil Gray, a més, qualifica la peça d'"atrevida" i aplaudeix l'"excepcional complexitat i refinament" de la partitura, desafiant els crítics que veuen Sibelius com un "artista primitiu".
Els comentaristes posteriors també van trobar molt a lloar a Les oceànides. Guy Rickards descriu el poema simfònic com una "partitura extraordinària", magnífica però subtil en la seva representació dels diferents estats d'ànim del mar, però també "música inundada de llum", mentre que Robert Layton veu la peça com "molt més ambiciosa i molt més altament organitzat en disseny" que el seu predecessor immediat, El bard. Tawaststjerna assenyala l'èxit de Sibelius a l'hora de caracteritzar el mar: les "flautes juganeres" que donen vida a les oceànides però que se senten "alienes" a la immensitat del paisatge; el "potent onatge" del vent i l'aigua que transmeten l'oboè i el clarinet sobre cordes ondulades i l'arpa glissandi; la corda sostinguda que simbolitza l'"extensió il·limitada del mar"; i, el "poderós clímax" de la tempesta, l'onada final que "sempre supera les expectatives". El compositor finlandès Kalevi Aho ha argumentat a favor de la versió de re ♭ major de Yale, sentint com si la peça perd "alguna cosa essencial" pel que fa al color orquestral en re major: "El to orquestral en re ♭ major és velat, d'alguna manera misteriós i impressionista. En comparació amb ell, el re major sona més clar, però també més real". El director Osmo Vänskä també ha observat la diferència entre les dues tonalitats, comparant la versió en re ♭ major amb un "llac gran" i la de re major amb un "oceà poderós".

## Anàlisi

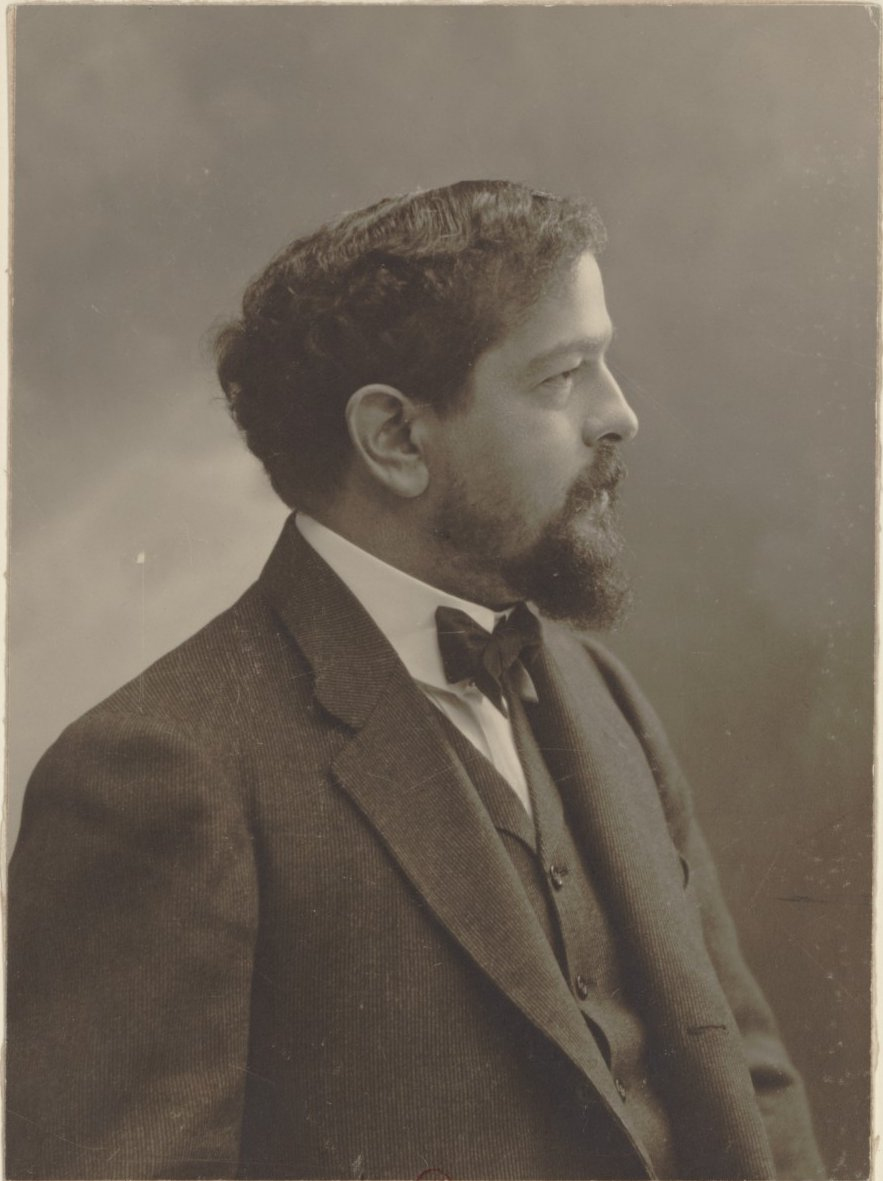
El compositor impressionista francès Claude Debussy (c. 1905), La mer del qual s'utilitza de vegades com a punt de referència per a l'anàlisi de Les oceànides

### Relació amb l'impressionisme

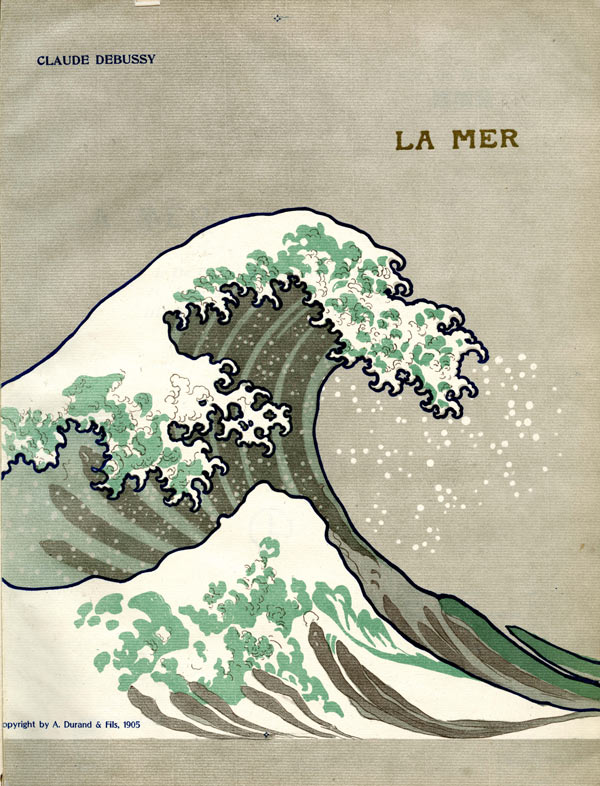
L'edició de 1905 de La mer de Debussy

Estilísticament, molts comentaristes han descrit Les oceànides com a àmpliament impressionista, en particular fent comparacions amb La mer de Debussy. Harold Johnson, per exemple, escriu que els temes i l'orquestració de la peça, amb tremolos de corda apagats i arpa glissandi, "se semblen més que superficialment" amb l'estil de Debussy (a més suggereix que Sibelius podria haver temut que el seu títol original, Rondeau der Wellen, estava "massa a prop del de Debussy"). Gray, que anomena la tècnica orquestral de Les oceànides "sorprenentment diferent" de qualsevol altra cosa de l'obra de Sibelius, subratlla que l'obra està lluny de ser "derivada". Més aviat, argumenta que Sibelius es basa i revoluciona la tècnica impressionista francesa, fent-la "completament seva, i no només un reflex o una distorsió de Debussy". Grey continua:
Els mestres francesos del mètode i els seus imitadors d'altres països van limitar la seva atenció majoritàriament a l'explotació de les possibilitats que ofereixen els trams superiors del registre orquestral i a l'obtenció, principalment, d'efectes de brillantor i lluminositat. L'escriptura de Debussy per als instruments inferiors, i per a les dobles bases en particular, és per regla general tímida i convencional en comparació amb el seu tractament dels instruments superiors, com a resultat, sens dubte, de la seva por exagerada al gruix de la textura. A Les oceànides, Sibelius ha explorat les profunditats més baixes de l'orquestra més a fons que ningú abans, i ha aplicat el mètode impressionista de la partitura als instruments de baix, aconseguint així efectes de sonoritat desconeguts fins ara.
Tot i que reconeix la sensació impressionista de Les oceànides, Nils-Eric Ringbom adverteix que la comparació amb Debussy no s'ha de portar massa lluny. Mentre que a les obres de Debussy "poques vegades hi ha res que creix temàticament o es desenvolupa" (en canvi, Debussy meravella l'oient amb "el seu domini a l'hora de representar estats d'ànim somiadors i passius i emocions fugaces i contingudes"), Sibelius dona "massa pes al lògic desenvolupament de les seves idees musicals per deixar ... que parpellegin en el no-res buit de la inestabilitat temàtica"; en altres paraules, insisteix que "el fons atmosfèric no s'empassa ni l'acció ni l'estructura". Per tant, l'impressionisme de Sibelius és "molt més ... actiu" que el de Debussy.
Altres comentaristes han advertit contra la conclusió que Les oceànides és un exemple d'impressionisme o d'alguna manera estilísticament en deute amb Debussy. Tawaststjerna, per exemple, creu que "l'ancoratge de la peça a l'harmonia major-menor i l'ús relativament semblant de fórmules modals i de to senceres" indica que el poema simfònic "pertany al món del romanticisme tardà", amb un caràcter impressionista malgrat la textura, el vocabulari harmònic i els patrons rítmics. Hurwitz també ha criticat la "cataracta rugent de ximpleria en la literatura de Sibelius" sobre la influència dels impressionistes francesos en el compositor. "Problemes musicals semblants sovint produeixen solucions semblants", assenyala Hurwitz. "En aquest cas, qualsevol retrat simfònic de l'oceà està obligat a confiar més en la textura i el color que en la melodia vocal, per la senzilla raó que l'oceà no és una persona i no canta ... ni s'hi presta ... [un] enfocament antropomòrfic...". Layton detecta la presència de "procediments i tècniques sibelianes normals" a Les oceànides, descartant qualsevol deute greu amb Debussy. "El seu creixement a partir dels compassos d'obertura és profundament orgànic", escriu Layton. "I la seva aparent independència de la resta de l'obra de Sibelius es manifesta només a un nivell superficial".

## Discografia
Malgrat la seva "bellesa inquietant", Les oceànides ha rebut menys enregistraments que els poemes més famosos de Sibelius com En saga, El Cigne de Tuonela i Tapiola. El primer enregistrament de Les oceànides es va fer l'any 1936 amb Sir Adrian Boult dirigint l'⁣Orquestra Simfònica de la BBC, una actuació que és notablement més ràpida que la mitjana. Els primers enregistraments de la versió de Yale (7:25) i la suite pre-Oceànidesnides (núm. 2 Tempo moderato, 2:42; núm. 3 Allegro, 4:35) són d'Osmo Vänskä i la Lahti Symphony Orchestra sota el segell BIS (BIS-CD-1445, Rondo of the Waves ); tots dos es van gravar el gener de 2003. L'àlbum es va estrenar amb un èxit considerable. Andrew Clements de The Guardian va etiquetar el disc com el millor del 2003, assenyalant que les primeres versions de Les oceànides van permetre a l'oient veure "la mecànica del geni musical al descobert". El 2015, Sakari Oramo i l'⁣Orquestra Simfònica de la BBC van gravar la versió Yale del poema simfònic (9:44) al Barbican Hall⁣; aquesta gravació està disponible a la BBC Music Magazine a partir del novembre de 2019 (BBCMM441).
| Director                    | Orquestra                              | Any  | Estudi                  | Duració | Disponible a                                                          |
| --------------------------- | -------------------------------------- | ---- | ----------------------- | ------- | --------------------------------------------------------------------- |
| Sir Adrian Boult (1)        | BBC Symphony Orchestra                 | 1936 | Abbey Road Studios      | 7:54    | Dutton Vocalion (CDBP 9771)                                           |
| Sir Thomas Beecham          | Royal Philharmonic Orchestra           | 1955 |                         | 10:20   | EMI Classics (09693)                                                  |
| Eugene Ormandy (1)          | Philadelphia Orchestra                 | 1955 |                         | 8:24    | Pristine Audio (PASC 205)                                             |
| Eugen Jochum                | Bavarian Radio Symphony Orchestra      | 1955 |                         | 8:51    | Deutsche Grammophon (4775484) Arxivat 2016-08-18 a Wayback Machine.   |
| Sir Adrian Boult (2)        | London Philharmonic Orchestra          | 1956 | Walthamstow Town Hall   | 9:08    | SOMM Records (SOMMCD093)                                              |
| Antal Doráti                | London Symphony Orchestra              | 1969 |                         | 10:11   | EMI Classics (724358578522)                                           |
| Paavo Berglund (1)          | Bournemouth Symphony Orchestra         | 1972 | Southampton Guildhall   | 10:55   | EMI Classics (5099921767425)                                          |
| Eugene Ormandy (2)          | Philadelphia Orchestra                 | 1976 |                         | 10:29   | RCA Red Seal (38124) Arxivat 2020-06-26 a Wayback Machine.            |
| Sir Alexander Gibson        | Royal Scottish National Orchestra      | 1977 | Glasgow City Halls      | 10:40   | Chandos (CHAN8395)                                                    |
| Sir Simon Rattle            | City of Birmingham Symphony Orchestra  | 1984 | Warwick Arts Centre     | 10:31   | EMI Classics (CDM 7 64119 2)                                          |
| Neeme Järvi (1)             | Gothenburg Symphony Orchestra          | 1984 | Gothenburg Concert Hall | 10:15   | BIS (BIS-CD-263 Arxivat 2020-06-26 a Wayback Machine.)                |
| Paavo Berglund (2)          | Helsinki Symphony Orchestra            | 1986 |                         | 8:28    | EMI Classics (0724347695155) Arxivat 2020-06-24 a Wayback Machine.    |
| Jukka-Pekka Saraste         | Finnish Radio Symphony Orchestra       | 1987 |                         | 9:49    | RCA Red Seal (74321886852)                                            |
| Vassily Sinaisky            | Moscow Philharmonic Orchestra          | 1991 | Mosfilm Studios         | 9:04    | Brilliant Classics (BC9212)                                           |
| Neeme Järvi (2)             | Gothenburg Symphony Orchestra          | 1995 | Gothenburg Concert Hall | 10:23   | Deutsche Grammophon (000459702 Arxivat 2020-06-28 a Wayback Machine.) |
| Sir Andrew Davis            | Royal Stockholm Philharmonic Orchestra | 1996 | Stockholm Concert Hall  | 8:55    | Apex (09274 06202)                                                    |
| Leif Segerstam              | Helsinki Philharmonic Orchestra        | 1998 | Hyvinkaa Hall           | 11:15   | Ondine (ODE914-2 Arxivat 2020-06-10 a Wayback Machine.)               |
| Sir Colin Davis (músic) (1) | London Symphony Orchestra              | 1998 | Walthamstow Town Hall   | 10:57   | RCA Red Seal (82876-55706-2)                                          |
| Petri Sakari                | Iceland Symphony Orchestra             | 2000 | Háskólabíó              | 10:18   | Naxos (8.555299)                                                      |
| Osmo Vänskä                 | Lahti Symphony Orchestra               | 2000 | Sibelius Hall           | 10:03   | BIS (BIS-CD-1225 Arxivat 2022-08-14 a Wayback Machine.)               |
| Sir Mark Elder              | Hallé Orchestra                        | 2006 | BBC Studio 7            | 10:23   | Hallé (CDHLL7516)                                                     |
| Sir Colin Davis (músic) (2) | London Symphony Orchestra              | 2008 | Barbican Centre         | 11:58   | LSO Live (LSO0675)                                                    |
| Edward Gardner              | Bergen Philharmonic Orchestra          | 2016 | Grieg Hall              | 10:03   | Chandos (CHSA5178)                                                    |
| Thomas Søndergård           | BBC National Orchestra of Wales        | 2017 | BBC Hoddinott Hall      | 9:47    | Linn (CKD 566)                                                        |